# Eupanacra metallica
Eupanacra metallica är en fjärilsart som beskrevs av Butler 1875. Eupanacra metallica ingår i släktet Eupanacra och familjen svärmare. Inga underarter finns listade i Catalogue of Life.

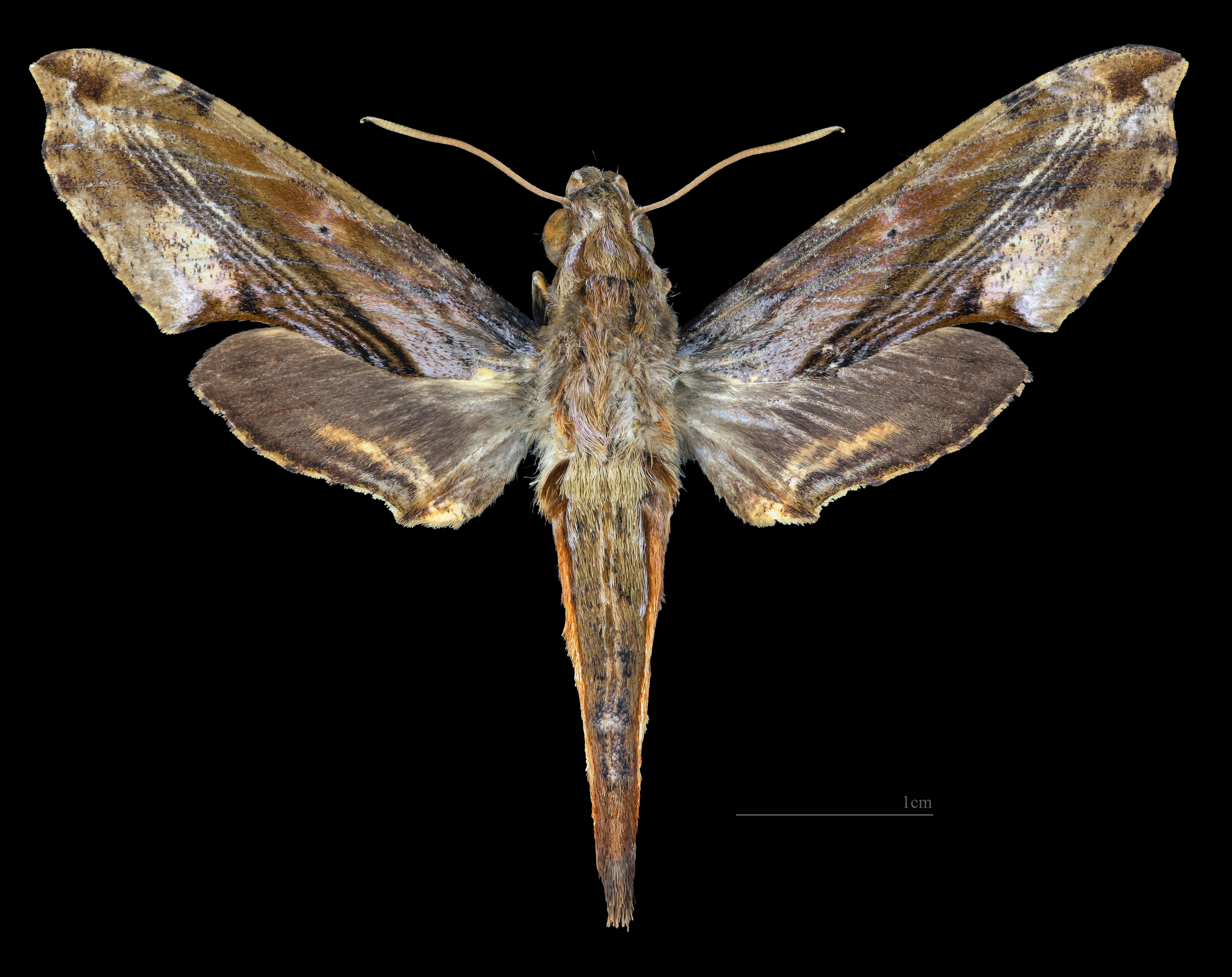
Eupanacra metallica  ♀
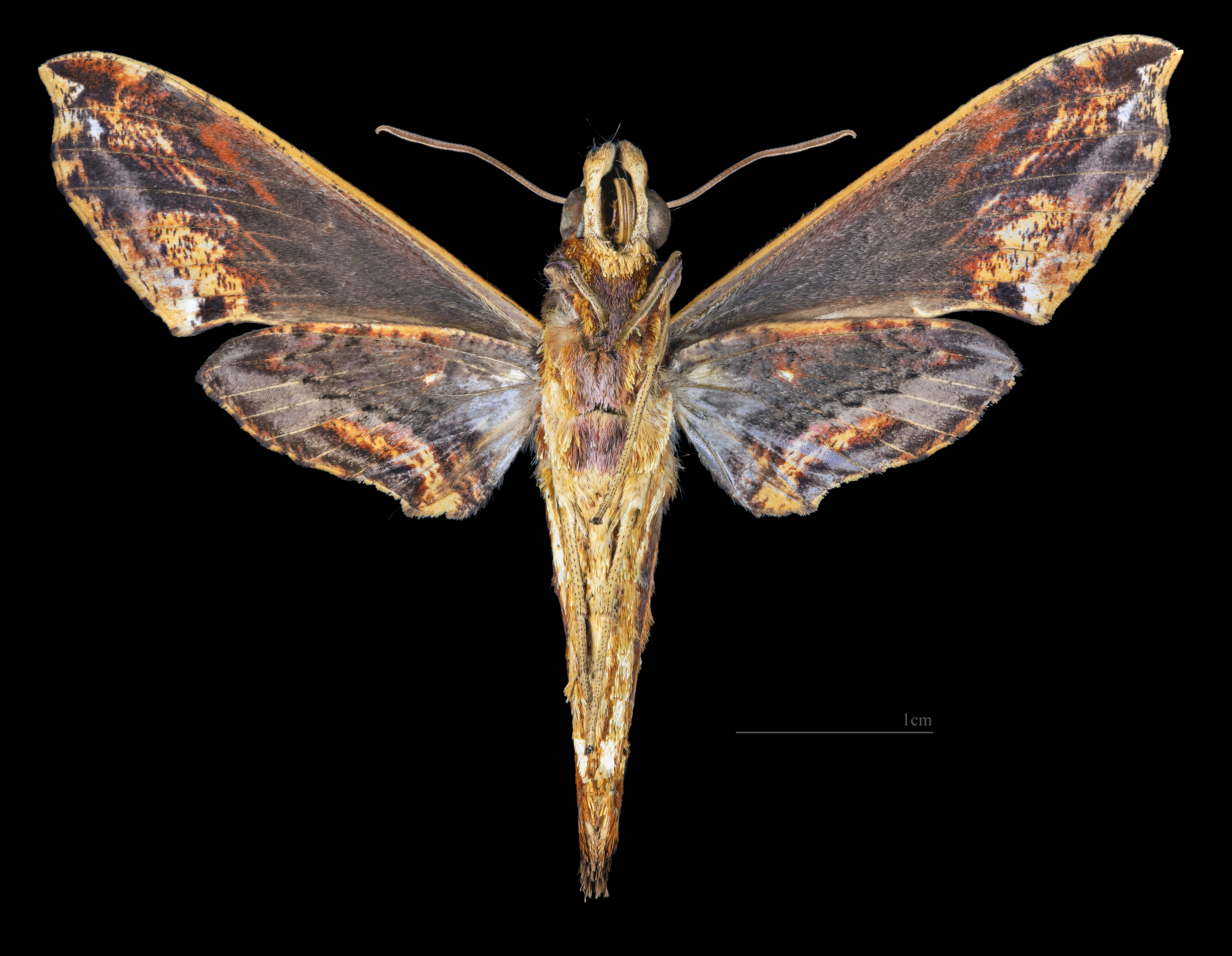
Eupanacra metallica  ♀ △